# Comptage rainflow

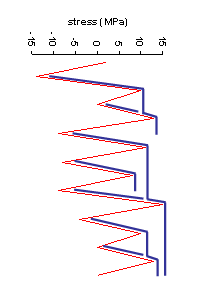
Le comptage rainflow permet de compter les cycles charge-décharge complets à partir de l'enregistrement temporel des contraintes. Son nom vient de l'analogie avec la trajectoire d'une goutte de pluie sur des plans inclinés successifs.

Le comptage rainflow est utilisé en analyse de fatigue des matériaux, dans le but de traduire le chargement en contraintes fonction du temps en cycles de contraintes simples caractérisés par une contrainte minimum et une contrainte maximum. 
Dans son principe, il s'agit de décomposer le chargement en associant par paires les minima croissants et les maxima décroissants. Toutefois, cette association nécessiterait d'analyser a posteriori le chargement complet en fonction du temps et il faudrait garder l'historique complet du chargement. Pour éviter ce stockage, l'algorithme associe des paires de minima et maxima pour obtenir des cycles partiels au cours du chargement. Le cycle majeur n'est obtenu qu'en fin de chargement avec le maximum maximorum et le minimum minimorum. Les règles de constitution des paires utilisent une analogie d'écoulement de cascade, d'où l'origine du nom rainflow.
Dans le cas multiaxial, on peut utiliser la contrainte de von Mises affectée du signe de la trace du tenseur de contraintes pour caractériser le chargement. 
Son importance est due au fait qu'elle permet l'application de la règle de Miner pour prédire la durée de vie d'une structure soumise à des charges complexes. L'algorithme a été développé par Tatsuo Endo et M. Matsuiski en 1968. Bien qu’il existe de nombreuses méthodes de comptage pour ce type d'applications, le comptage rainflow est aujourd'hui la plus utilisée.